# Achada (Funchal)
Achada é um sítio povoado da freguesia de São Roque do Funchal, concelho do Funchal, Ilha da Madeira. Fica aqui situada uma escola primária (1934), e o Hotel Jardins do Lago. O Caminho da Achada, que vem desde a Calçada do Pico, em São Pedro, até o Muro da Coelha, em São Roque, deve o seu nome a este sítio.